# Ушаковские Горки
Ушаковские Горки — деревня в Старицком районе Тверской области, входит в состав сельского поселения «Паньково». 

## География
Деревня расположена на берегу реки Улюсть в 17 км на восток от центра поселения деревни Паньково и в 32 км на северо-восток от города Старица. 

## История
В XIX веке существовали деревня Горка и село Ушаково. В селе Ушаково каменная Никольская церковь была построена в 1803 году на средства статского советника помещика Казнакова. Раньше на этом месте была деревянная церковь, построенная в 1715 году. Церковь двухпрестольная: холодный Святителя Николая, теплый Праведного Отрока Артемия Веркольского.
В конце XIX — начале XX века деревня Горка и село Ушаково входили в состав Иверовской волости Старицкого уезда Тверской губернии.
С 1929 года деревня Ушаковские Горки входила в состав Васильевского сельсовета Высоквского района Ржевского округа Западной области, с 1935 года — в составе Калининской области, с 1963 года — в составе Старицкого района, с 1994 года — в составе Васильевского сельского округа, с 2005 года — в составе Васильевского сельского поселения, с 2012 года — в составе сельского поселения «Паньково».

## Население
| 1859 | 1886 | 2002 | 2010 |
| ---- | ---- | ---- | ---- |
| 77   | ↗104 | ↘10  | ↘9   |

## Достопримечательности
В южной части деревни (на месте бывшего села Ушаково) расположена действующая Церковь Николая Чудотворца (1803).